# Engytatus sidae
Engytatus sidae är en insektsart som först beskrevs av Raymond J.Gagné 1969.  Engytatus sidae ingår i släktet Engytatus och familjen ängsskinnbaggar. Inga underarter finns listade i Catalogue of Life.